# Lithostygnus sinuosus
Lithostygnus sinuosus is een keversoort uit de familie schimmelkevers (Latridiidae). De wetenschappelijke naam van de soort werd in 1884 als Metophthalmus sinuosus gepubliceerd door Marie Joseph Paul Belon.